# Святий Ніс (мис, Мурманська область)
Святи́й Ніс — мис на східному узбережжі Кольського півострова, розділяє Баренцове і Біле моря, а також Мурманський і Терський берега. Розташований на невеликому півострові, що також носить ім'я Святий Ніс. На півострові знаходиться однойменне селище і Святоноський маяк. Топонім Святий Ніс широко поширений на узбережжі Північного Льодовитого океану, за припущенням шведського дослідника Арктики Адольфа Еріка Норденшельда таку назву у поморів отримували миси, що сильно вдаються в море і складні для подолання у прибережному плаванні.

## Географія
Півострів завдовжки близько 15 км та завширшки до 3 км. Висота до 179 м. На півострові є кілька невеликих озер і струмків, серед яких Довгий і Соколій. У півострів врізаються губи Станова і Довга Білого моря і губа Лопське Становище Святоноської затоки. Розташовуються миси Соколій Ніс і Наталій Наволок. Раніше на півострові було селище Святоноська Сирена.